# Rue du Pont-Montaudran
Pour les articles homonymes, voir Rue du Pont.
La rue du Pont-Montaudran (en occitan : carrièra del Pont Montaudran) est une voie publique du centre historique de Toulouse, chef-lieu de la région Occitanie, dans le Midi de la France. Elle traverse le quartier Dupuy, dans le secteur 1 - Centre.

## Situation et accès

### Voies rencontrées
La rue du Pont-Montaudran rencontre les voies suivantes, dans l'ordre des numéros croissants (« g » indique que la rue se situe à gauche, « d » à droite) :
1. Place Dominique-Martin-Dupuy
2. Port Saint-Étienne (g)
3. Port Saint-Sauveur (d)

## Patrimoine et lieux d'intérêt
- no  7 : immeuble[1].
- no  10 : immeuble[2].